# Wenus w futrze (film 1969)
Wenus w futrze (wł.  Le Malizie di Venere) – film dramatyczny z 1969 roku, będący bardzo swobodną adaptacją powieści Leopolda von Sacher-Masocha o tym samym tytule.

## Obsada
- Laura Antonelli: Wanda
- Régis Vallée: Severin
- Loren Ewing: Bruno
- Renate Kasché: Gracia
- Werner Pochath: Manfred
- Mady Rahl: Helga
- Wolf Ackva: Bailiff